# Koutta
De Koutta is een  621 meter hoge berg in het noorden van Zweden, De berg ligt in de gemeente Kiruna op minder dan vier kilometer van de grens met Finland en maakt deel uit van het gebergte waar ook de Gállgielas en Jeytis toe behoren. Er is daar in de bergen cumulaatgesteente, dat ultramafisch is, op de Koutta ook. Er komen verschillende beken van de Koutta af. Het water van de zuidelijke helling verzamelt zich in de Kouttarivier, van de noordelijke helling in de Mutulasrivier en van de oostelijke helling in een beek zonder naam.